# Eschenrieder Spange
Als Eschenrieder Spange (im Verkehrsfunk und in der Alltagssprache auch A 99a) wird das Verbindungsstück zwischen den Dreiecken München-Allach und München-Eschenried bezeichnet. Offiziell hat dieses Stück Autobahn keine eigene Nummer und gehört zur Bundesautobahn 99.

## Geschichte
Die Eschenrieder Spange wurde am 5. September 1998, also vor dem Bau des Kreuzes München-West, für den Verkehr freigegeben. Aus heutiger Sicht dient sie als Abkürzung zwischen der A 8 aus Richtung Stuttgart und der A 99 zum Kreuz München-Nord, da das Kreuz München-West, an dem sich diese Autobahnen kreuzen, einige Kilometer südlich liegt. Die Dreiecke an den Enden besitzen daher auch nur Rampen aus Richtung Augsburg/Stuttgart nach München-Nord, bzw. die Gegenrichtung aus München-Nord nach Augsburg/Stuttgart.  Dieser Autobahnabschnitt verläuft auf der ganzen Länge parallel zu den Gleisen des Münchner Nordring.
Die entsprechenden Rampen fehlten am Autobahnkreuz München-West bis zum Sommer 2012, so dass man die Eschenrieder Spange benutzen musste. Ebenso war es nicht möglich, die Anschlussstelle München-Langwied (zwischen dem Kreuz München-West und dem Dreieck Eschenried) an der A 8 vom nördlichen Teil der A 99 zu erreichen. Derzeit sind diese Rampen jedoch nicht für den allgemeinen Verkehr vorgesehen, sie stehen lediglich dem Autobahn-Betriebsdienst und für eventuelle Baustellen-Umleitungen zur Verfügung. 

## Verkehrsaufkommen
Es gab 2015 entlang der Eschenrieder Spange eine automatische Zählstelle. Für diesen Zeitraum liegen keine Angaben zum durchschnittlichen täglichen Verkehrsaufkommen vor. Für das Jahr 2014 betrug es:
| Zählstelle                       | Kfz-Verkehr/Tag | Schwerverkehr/Tag |
| -------------------------------- | --------------- | ----------------- |
| AD München–Eschenried (O) (9774) | 57.572          | 8.406             |

## Trivia
Zum 1. Januar 2016 lagen die Zuständigkeiten für die A 99a wie folgt:
- im Bereich Autobahndreieck München/Eschenried mit der A 8 (79/9a) und Autobahndreieck München-Allach mit der A 99 (9) bei der autobahnplus Services.